# SIM karta

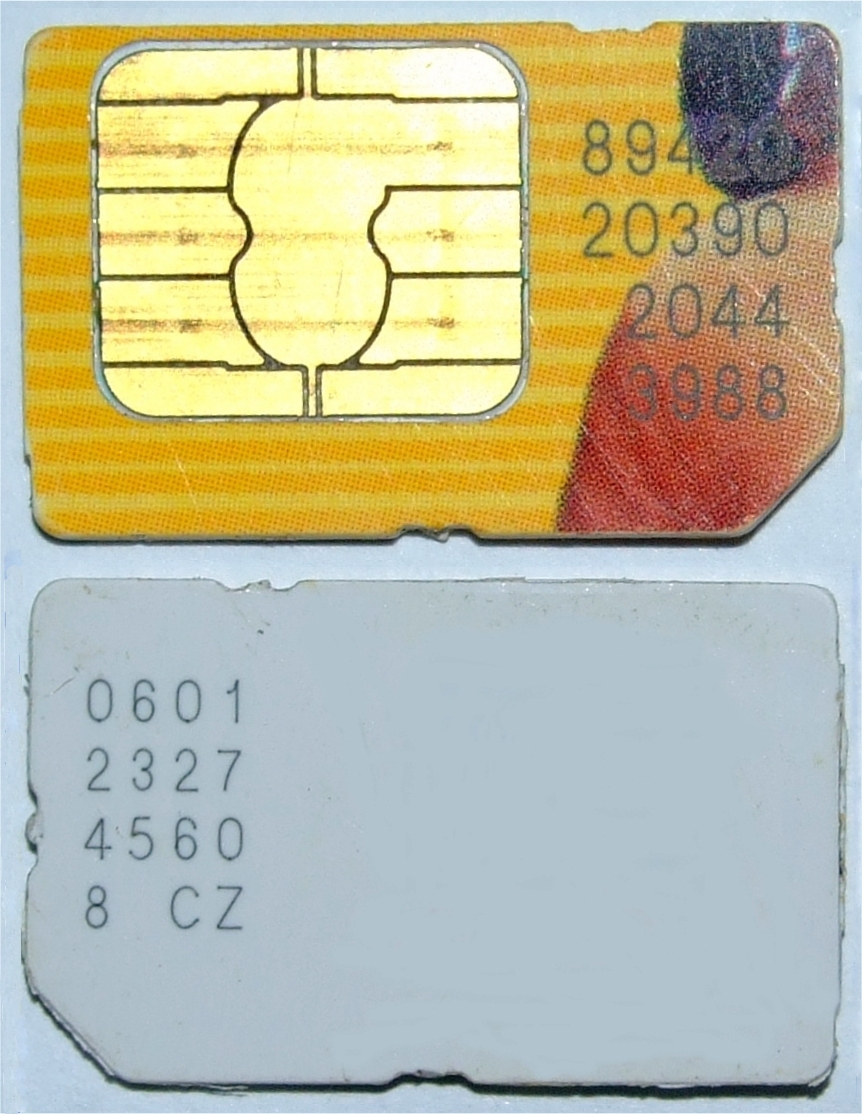
Spodní a horní strana mini SIM karet

SIM karta (SIM je zkratka z anglického subscriber identity module) je účastnická identifikační karta podle standardu 3GPP TS 51.011 (původně ETSI GSM 11.11) sloužící k identifikaci účastníka v mobilní síti.
SIM karta umožňuje uživateli jednoduše měnit mobilní telefony – vložením SIM karty do telefonu se zpřístupní všechny služby, které má daný účastník aktivované (pokud je podporuje mobilní telefon).
Každé SIM kartě je přiřazen záznam v domovském registru (HLR), který obsahuje informace o účastníkovi, službách, které má aktivovány, a mobilní ústředně, která naposledy zajišťovala jeho komunikaci se sítí.
Kromě identifikačních a autentizačních údajů obsahuje SIM karta i oblast paměti pro uživatelská data, která lze použít pro ukládání kontaktů (osobní telefonní seznam) a omezeného množství zpráv SMS. Dále může obsahovat jednoduché aplikace poskytnuté telefonním operátorem (popř. poskytovatelem GSM bankingu) – SIM Toolkit.

## Základní popis
Na SIM kartě (obecně nazývané UICC - universal integrated circuit card) je uloženo číslo IMSI, které jednoznačně identifikuje účastníka na celém světě. IMSI se však nepoužívá jako telefonní číslo. Každé SIM kartě (resp. IMSI) je přiřazeno MSISDN číslo účastníka mobilního telefonu. SIM karty jsou nejčastěji používány v síti GSM, ale také v sítích UMTS (karta pro sítě UMTS je nazývána USIM a pro CDMA nazývána CSIM) a iDEN. SIM karta také obsahuje paměť pro uložení textových zpráv SMS, seznamu telefonních čísel a někdy také další aplikace, např. SIM Toolkit.

## Typy / velikosti SIM karet

Porovnání typů SIM karet

Původní, dnes (2015) již nepoužívaná velikost SIM karty odpovídala velikosti platební karty. Velikost platební karty stanovuje mezinárodní norma ISO/IEC 7810. Jedná se typ ID-1 s rozměry 85,60 × 53,98 mm a tloušťku 0,76 mm, respektive 3,37 × 2,125 x 0,030 palce.
Další nyní používané typy SIM karet jsou:
Název karty (Označení) Velikost
- Mini SIM (2FF) 25,0 × 15,0 × 0,76 mm
- Micro SIM (3FF) 15,0 × 12,0 × 0,76 mm
- NanoSIM (4FF) 12,3 × 8,8 × 0,67 mm
- eSIM
- iSIM

Všechny výše uvedené velikosti fyzických SIM karet mají stejně umístěné vývody a lze je použít ve stejných přístrojích s použitím adaptéru, obvykle ve formě rámečku, řešícího jen rozdíl ve velikosti a u NanoSIM i tloušťky karty.

## Technické parametry

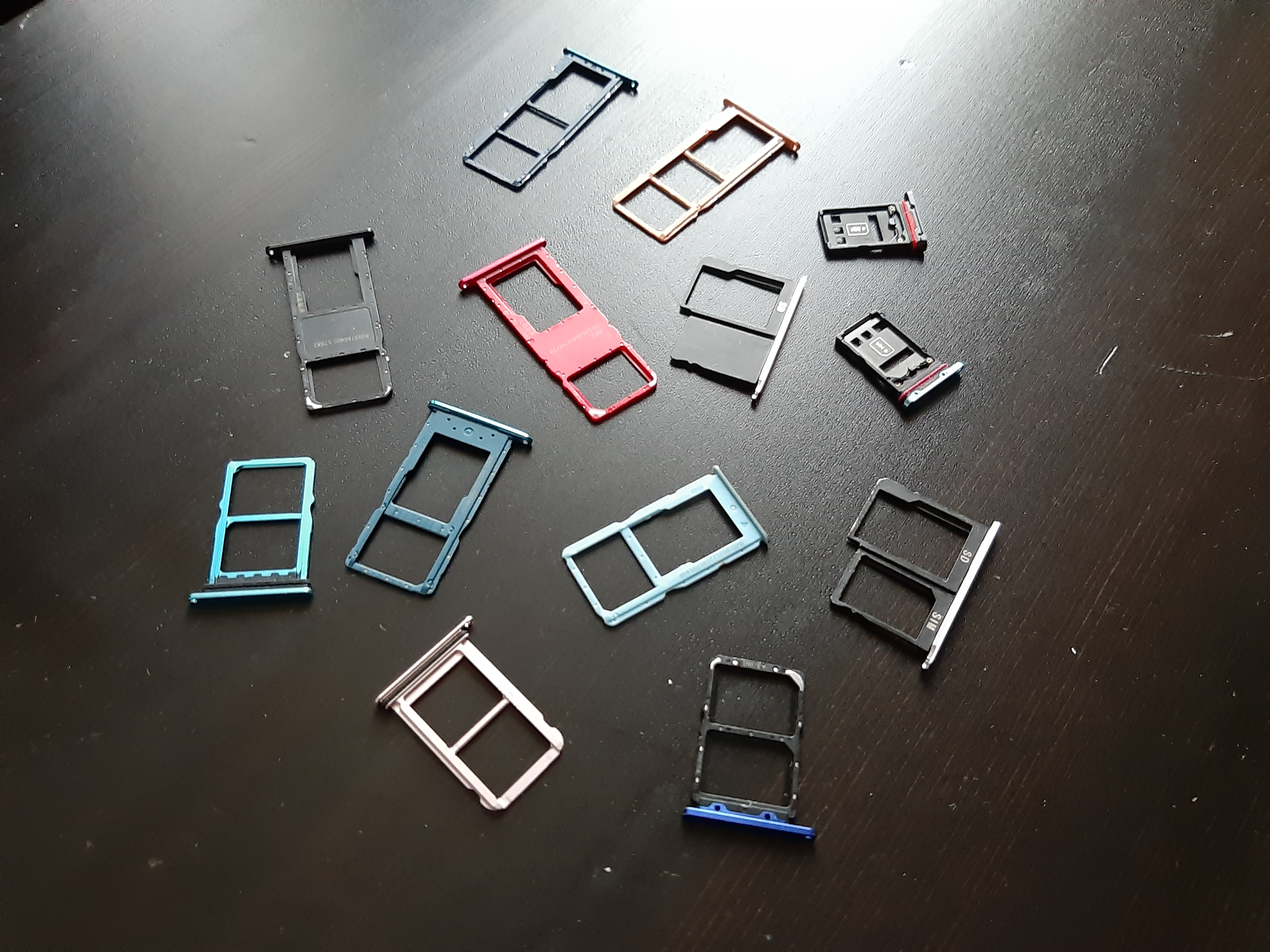
Různé SIM-traye ("šuplíky", do kterých se SIM karty ukládají - celý "šuplík" se násladně zasune do telefonu. Možné kombinace jsou 2SIM karty a 1SD karta, 2SIM karty a/nebo 1SIM a 1SD.

Z technického hlediska je SIM mikropočítač, který provádí operace nad daty v SIM uloženými. Skládá se z CPU, pamětí ROM, RAM a EEPROM a vstupně-výstupních obvodů. Pro komunikaci s externím zařízením se využívá 8, respektive 6 vodičů (kontaktů). Jedná se o datový vodič (DATA), napájecí vodič (Vcc) a programovací napájecí napětí (Vpp), které se již v moderních kartách nepoužívá. Dále kontakt Reset (Res), kontakt na vodič hodinového signálu (CLK) a zemnící kontakt (GND). Nepřipojené zůstávají 2 kontakty označované C4 a C8, které jsou rezervovány pro pozdější využití.
Na zapamatování kontaktů je mnemotechnická pomůcka: "Vycuclá přízemní rostlina vypadá celkem dobře", která kóduje po řadě: Vcc, GND, RST, Vpp, CLK, Data.

## Přístupové kódy
SIM karta je chráněna několika přístupovými kódy:
- PIN1 slouží k přístupu k běžným funkcím telefonu
- PIN2 chrání pevnou volbu telefonního seznamu (využito např. O2)
- PUK1 je určen pro nové nastavení PIN1
- PUK2 je určen pro nové nastavení PIN2
- BPUK je určen pro nastavení přístupového kódu BPIN pro přístup do GSM bankovnictví.
- LPIN je určen pro lokalizaci SIM tzv. lokalizační PIN

Každá SIM karta má přiděleno jedinečné sériové číslo označované jako ICCID.

## Bezpečnost
Jak odhalil Edward Snowden, NSA a GCHQ pravděpodobně napadli největšího světového výrobce SIM karet, firmu Gemalto, a odcizili šifrovací klíče ke kartám, což umožňuje sledovat komunikaci telefonů[zdroj?] (což společnost úplně nepotvrdila). Roku 2019 byla zveřejněna informace, že patrně již od roku 2017 je využívána zranitelnost SIM karet nazvaná Simjacker, umožňující lokalizovat uživatele zasláním speciální SMS zprávy.

## Embedded SIM (eSIM)
Embedded SIM (eSIM nebo také eUICC - embedded universal integrated circuit card) nahrazuje tradiční samostatnou SIM kartu, je vestavěna přímo v telefonu, a identifikační údaje se do ní nahrávají softwarově. Technicky je možné, aby jedno telefonní číslo bylo nahráno na více eSIM (více zařízení). Operátoři to ale neumožňují.

## Integrated SIM (iSIM)
Integrovaná SIM neboli iSIM má oproti eSIM výhodu, že nejde o separátní chip na SIM, ale iSIM je přímo integrovaná do chipu procesoru.